# Allegheny Mountains
Allegheny Mountains är ett berg i Antarktis. Det ligger i Västantarktis. Inget land gör anspråk på området. Toppen på Allegheny Mountains är 765 meter över havet, eller 20 meter över den omgivande terrängen. Bredden vid basen är 0,19 km.
Terrängen runt Allegheny Mountains är platt åt sydväst, men åt nordost är den kuperad. Trakten är obefolkad. Det finns inga samhällen i närheten.